# San José el Puente
San José el Puente är en ort i Mexiko.   Den ligger i kommunen Las Margaritas och delstaten Chiapas, i den sydöstra delen av landet, 800 km öster om huvudstaden Mexico City. San José el Puente ligger 1 523 meter över havet och antalet invånare är 239.
Terrängen runt San José el Puente är kuperad åt nordväst, men åt sydost är den platt. Runt San José el Puente är det ganska glesbefolkat, med 30 invånare per kvadratkilometer. Närmaste större samhälle är Las Margaritas, 6,6 km sydväst om San José el Puente. I omgivningarna runt San José el Puente växer huvudsakligen savannskog.